# Polistes melanopterus
Polistes melanopterus is een vliesvleugelig insect uit de familie van de plooivleugelwespen (Vespidae). De wetenschappelijke naam van de soort is voor het eerst geldig gepubliceerd in 1911 door Peter Cameron.
H.A. Lorentz had deze soort verzameld tijdens de Eerste Zuid-Nieuw-Guinea-expeditie in 1907 aan de Lorentzrivier in het voormalige Nederlands-Nieuw-Guinea.